# Sapulut
Sapulut oder Sepulut ist eine Kleinstadt im malaysischen Bundesstaat Sabah. Sapulut liegt am Sungai Sapulut, 80 Kilometer Luftlinie südöstlich von Keningau. Die Kleinstadt gehört zum Verwaltungsbezirk Nabawan und ist Teil des Gebietes Interior Division.
Etwa fünf Kilometer von Sapulut entfernt erhebt sich der Gunung Antulai (1713 m).

## Infrastruktur
Sapulut ist über eine Asphaltstraße an Keningau angebunden. Die Fortführung der Straße über Kalabakan nach Tawau soll zukünftig eine um drei Stunden schnellere Verbindung zwischen der Hauptstadt und Tawau schaffen. Ursprünglich sollte das Projekt bereits 2007 abgeschlossen sein, jedoch besteht der Teilabschnitt zwischen Sapulut und Kalabakan nach wie vor aus einer Schotterpiste, da wegen eines Korruptionsskandals die Fertigstellung der Fahrbahndecke aus dem Vertrag mit der Baufirma gestrichen wurde.

## Batu Punggul
Batu Punggul ist eine markante, aus dem Regenwald steil emporragende Felsformation, die eine wichtige Rolle in den Legenden der Murut spielt. Der Felsen befindet sich bei Kampong Tataluan. Um von Sepulut dorthin zu gelangen, ist eine 2–5-stündige Fahrt in einem Holzkanu mit Außenborder der Murut erforderlich.